# Забілоччя
Забіло́ччя — село в Україні, у Радомишльській міській територіальній громаді Житомирського району Житомирської області. Населення становить 669 осіб (2001).

## Населення
Відповідно до результатів перепису населення СРСР, кількість населення станом на 12 січня 1989 року становила 171 особу. Станом на 5 грудня 2001 року, відповідно до перепису населення України, кількість мешканців села становила 669 осіб

### Мова
Розподіл населення за рідною мовою за даними перепису 2001 року:
| Мова            | Кількість | Відсоток |
| --------------- | --------- | -------- |
| українська      | 654       | 97.76 %  |
| румунська       | 8         | 1.20 %   |
| російська       | 6         | 0.90 %   |
| інші/не вказали | 1         | 0.14 %   |
| Усього          | 669       | 100 %    |

## Історія
Село згадується в документах Київського воєводства 1571 року, як власність Києво-Печерського монастиря.
Згідно переліку Тарифу подимного податку Київського воєводства за 1631 рік з села Забілоч (польськ. Zabiłocz, Zabiełocze) сплачувалось за два дима (двори) по три злотих.
На початку січня 1635 року в маєтку Забілоч Адама Творковського (польськ. Adam Tworkowski) селяни сусіднього селища Ставки викрали сорок возів сіна.
За Люстрацією Київського воєводства 1683 року, що проводилась після Національно-визвольної війни, село Забілоч зазначається у складі земель Київської митрополії, з якого сплачувався податок лише за 1 дим. У 1724 році оподаткуванню підлягали вже 15 дворів. У 1783 році в селі значилось 86 дворів, у яких проживало 546 чоловік.
За V Ревізією 1795 року податного населення Російської імперії село Забілоччя належало до володінь митрополита Київського Тадеуша Костянтиновича Болбас-Ростоцького (польськ. Tadeusz Teodozy Bołbas-Rostocki).
З 1797 року Забілоччя входить до складу Радомисльського повіту Київської губернії.
Після того, як монастирські землі стали казенними, російський імператор Павло I за протекцією генерала Зубова дарує Забілоччя та Негребівку Адаму Тадейовичу Немиричу (польськ. Adam Niemirycz (Niemierzyc) h. Klamry), який розділить маєток разом зі своїми молодшими братами — Олександром, Костянтином та Феліксом. Адам Немирич займався торгівлею, їздив до Криму за сіллю. Серед простих людей мав велику шану. Брати Адам та Олександр не мали дітей, то ж маєток відійшов спадкоємцям Костянтина та Фелікса.
Згідно посімейних списків дворян першого розряду 1834 року, в Забілоччі проживав Костянтин Немирич разом із дружиною Антоніною та синами: Мечиславом, Владиславом, Максиміліаном.
З часом маєток Немиричів був роздроблений. В середині XIX століття село Забілоччя належало наступним землевласникам: вдові статського радника Олександра Християновича фон Сикстеля Наталії (5521 дес.), частка Йосипа Душевського відійшла до відставного поручика Владислава Станіславовича Жолендзь (Жолудя) та дружини Мальвіни Гнатівни з Стахурських (2313 дес.), часткою Максиміліана Костянтиновича Немирича володів дворянин Шимон Варфоломійович Курманович з с. Осовець (2043 дес.), дворянину Федору Федоровичу Ходаківському з м. Радомишля (159 дес.), спадкоємцям дворянина Ігнатія Даниловича Сокальського (34 дес.), вдові Петра-Яна Петровича Воронича Теклі Йосипівні з с. Торчина (30 дес.). Церковних земель — 49 десятин.
При дерев'яній церкві Архистратига Михаїла, зведеній 1752 року, в 1852 році збудована дзвіниця.
У 1875 році в Забілоччі з'являється фабрика шведських сірників Франца Мартиновича Левандовського «Південна Зоря», на якій працювало 80 робітників. Але вона проіснувала не довго. У 1890 році пані Августина Левандовська звернулась до Київського губернського правління з проханням перенести фабрику з Забілоччя на орендовані в Миколи Павши землі в Київському повіті, що навпроти поштової станції Фасова.
Під кінець століття селом володіли: Владислав Жолендзь, швейцарський підданий Гавриїл Мельхіорович Єні, П. Чуйкевич з Таврійської губернії, товариство сірникової фабрики в 1876 році викупило невелику частку пана Єні, родина Курмановичів — Семен з сестрами Адель Холодкевич та Марією Іваницькою, Текля Воронич, Андрій Мілєвський, що був одружений із Антоніною Сокальською, спадкоємці Сокальського, спадкоємці Янішевського, Федір Ходаківський, Федір Завойський.
В селі постійно проживала вдова Мальвіна Гнатівна Жолендзь (польськ. Malwina Żołądź z Stachurskich) разом із старшою донькою Мальвіною, яка мала психічну ваду та залишилась при матері. Згідно з переписом 1897 року в садибі разом з дворянками значилось четверо слуг.
Станом на 1913 рік найбільшими землевласниками Забілоччі значились: Жолендзь Альдона-Альфонса, Жолендзь Мальвіна, Василь Феофанович Свідерський, Микола Іванович Подановський.
Радянську владу встановлено в січні 1918 року.
А в 1923 році було створено сільськогосподарську комуну «Червона Зоря» на території колишньої панської садиби. Репресії не оминули Забілоччя. Так, у списках репресованих і реабілітованих зустрічаються 34 місцевих жителя та уродженців села.
Під час Німецько-радянської війни 332 жителі села билися на фронтах. 149 осіб нагороджено орденами і медалями, 183 особи загинуло. В центрі села є братська могила, в якій поховано 541-го воїна, що загинули наприкінці грудня 1943 під час Житомирсько-Бердичівської наступальної операції. В другій братській могилі, що на північній околиці села поховано 1171 невідомих воїнів. В 1963 році встановлено пам'ятник.
Забілоччя остаточно було звільнено від німецько-фашистських військ 24 грудня 1943 року в перші години початку Житомирсько-Бердичівської наступальної операції.
12 червня 2020 року, відповідно до розпорядження Кабінету Міністрів України № 711-р «Про визначення адміністративних центрів та затвердження територій територіальних громад Житомирської області», територію та населені пункти Забілоцької сільської ради включено до складу Радомишльської міської територіальної громади Житомирського району Житомирської області.

## Відомі люди
- Василевський Віктор Гнатович (1921—2001) — топограф, лауреат Сталінської премії.
- Краснощок Леонтій Антонович (1926—1996) — український радянський віолончеліст.
- Левицький Леонід Миколайович (1917—1943) — український поет.
- Мордалевич Юліан Арсентійович (1896—?) — голова Радомисльського українського повстанського комітету, начальник 2-ї повстанської групи військ УНР.